# 于贝尔·雷弗
于貝爾·雷弗（法語：Hubert Reeves，1932年7月13日—2023年10月13日），加拿大天体物理学家，科普推广者。

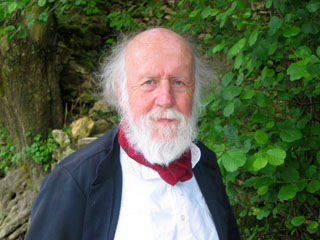
在 2004 年 6 月的于貝爾·雷弗

## 生平
出生于蒙特利尔，1953年从蒙特利尔大学科学系本科毕业，1955年从麦吉尔大学获得硕士学位，硕士论文是“氢氦元素正电子的形成”1960年在美国康乃尔大学获得博士学位，研究方向为原子核物理。1960 年到 1964 年他在蒙特利尔大学教授物理，他还是美國太空總署的科学顾问。1965年之后他常住法国，在法国科学院从事研究工作。1971年他同两个学生合作发表了有关星系原子结构的论文。4年后他的著名论文 B2FH 被认为填补了宇宙形成大爆炸理论的空白。于贝尔·雷弗是1991年度加拿大 Order of Canada 奖获得者。

## 榮譽
- 在 1976 年被法國總統季斯卡授予「法國國家功績勳章」的騎士勳位（法語：Chevalier）。
- 在 1986 年被法國總統密特朗授予法國榮譽軍團勳章騎士勳位，在 1994 年再被前者授予軍官勳位（法語：Officier）。在 2003 被法國總統希拉克授予司令勳位（Commandeur）。
- 在 1991 年被授予加拿大勳章（英語：Order of Canada）騎士勳位，在 2003 年再被授予高一等的同伴勳位（英語：Companion）。
- 在 1994 年被授予魁北克民族勳章（法語：Ordre national du Québec）軍官勳位。
- 小行星 9631 于贝尔·雷弗以他命名。

## 部分出版
- Reeves, Hubert.  1st English-language ed. London: Arcade Publishing. 1998: 192pp. ISBN 978-1-55970-408-3.
- Reeves, Hubert. . London: Gordon and Breach. 1971: 88pp. ISBN 978-0-677-02960-3.
- Reeves, Hubert. . New York: Gordon and Breach. 1968. ISBN 978-0-677-30150-1.
- Reeves, Hubert. . Paris: Seuil. 1981: 282. ISBN 978-2-02-010170-7.
- Reeves, Hubert. . 1986. ISBN 978-2-02-014400-1.
- Reeves, Hubert. . 1994. ISBN 978-2-02-022831-2.
- Reeves, Hubert; Lenoir, Frédéric. . Paris: Points. 2003: 272. ISBN 978-2-02-079064-2.
- Reeves, Hubert. . 2005. ISBN 978-2-02-080030-3.

## 外部連結
- （法文）Official site（页面存档备份，存于）
- Biography in English（页面存档备份，存于）